# Aura Buzescu
Aura Buzescu (ur. 26 sierpnia 1894 w Caransebeș, zm. 22 grudnia 1992 w Bukareszcie) – rumuńska aktorka.
Występowała w teatrach Bukaresztu (w latach 1920–1921 teatr Excelsior, od 1923 Teatr Narodowy). Grała role dramatyczne, m.in.: Ofelia w Hamlecie W. Szekspira, Małgorzata w Fauście J.W. Goethego, Elżbieta w Marii Stuart F. Schillera, Olga w Trzech siostrach A. Czechowa. Po 1965 często występowała w sztukach pisarzy rumuńskich, m.in.: V. Eftimiu, D. Zamfirescu, D. Solomona.